# ノートルダムの傴僂男 (1923年の映画)
『ノートルダムの傴僂男』（ノートルダムのせむしおとこ、The Hunchback of Notre Dame）とは、1923年公開のアメリカ合衆国の恋愛映画。近年は『ノートルダムのせむし男』と表記されている。ヴィクトル・ユーゴーの小説『ノートルダム・ド・パリ』（1831年）の映画化で、監督はウォーレス・ウォースリー。製作はカール・レムリとアーヴィング・タルバーグ。出演はロン・チェイニーで、カジモドのメーキャップとアクションはホラー映画の趣がある。性格俳優として知られていたチェイニーはこの映画でハリウッドのトップスターの仲間入りをし、その後も『オペラの怪人』など多くのホラー映画に主演した。他の出演者は、パッツィ・ルース・ミラー、ノーマン・ケリー、ナイジェル・ド・ブルリエ、ブランドン・ハースト。この映画はユニバーサル映画の「Super Jewel」（ユニバーサルは製作費の規模から等級を5つに分けていて、予算が高いものから順にSuper Jewel、Jewel、Bluebird、Butterfly、Red Featherと呼ぶ）で、15世紀のパリを再現した巨大なセットは見ものである。
この映画は1951年とかなり早い時期にアメリカでパブリックドメインとなった。公開から28年目の著作権登録を更新しなかったからである。

## あらすじ

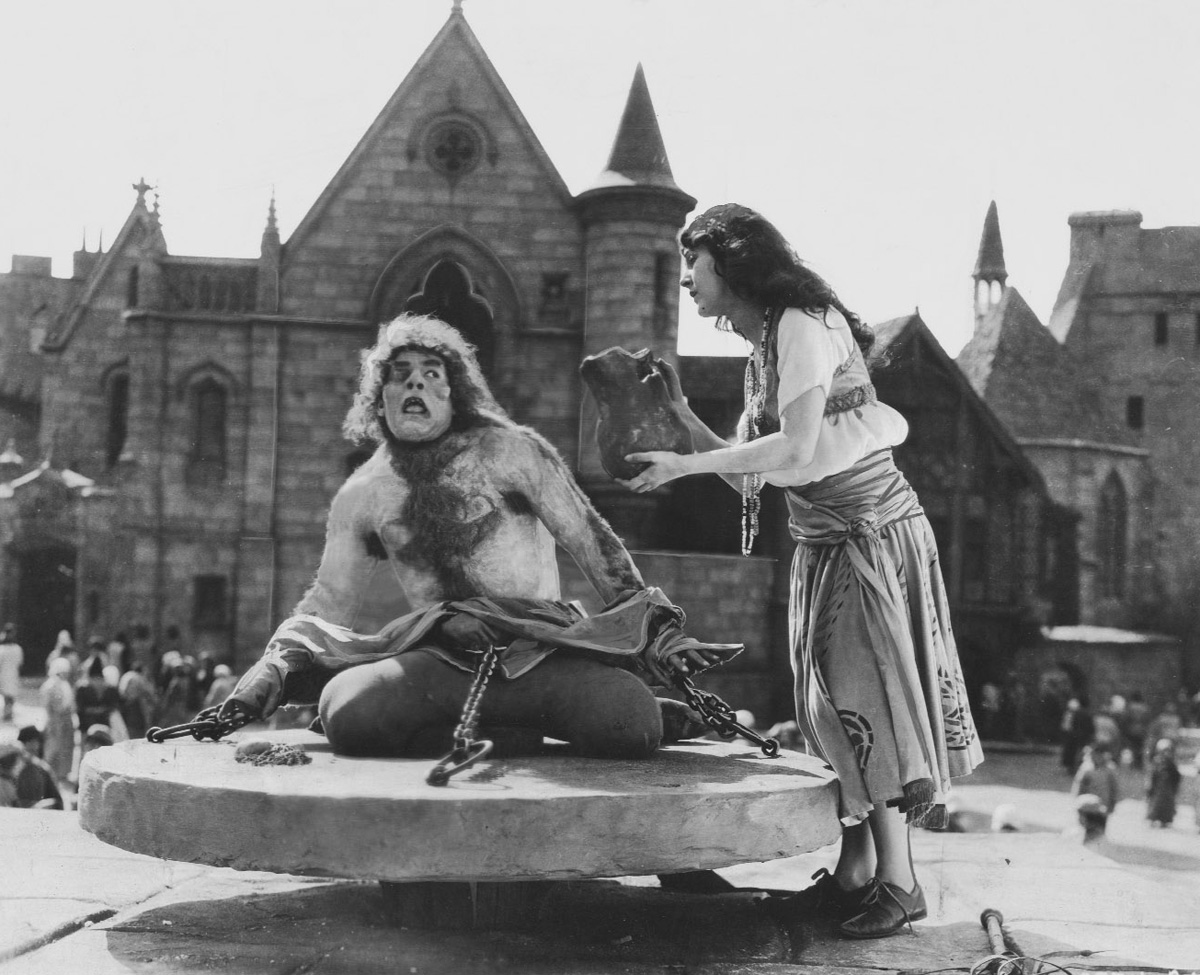
カジモドに水を与えるエスメラルダ

1482年、パリ。背中にこぶを持つカジモドはノートルダム大聖堂で働く鐘つき男。ある日、大聖堂の前で祭が開かれ、そこで踊っているエスメラルダという美しいジプシーの娘を見かける。
カジモドの主人、クロード大僧正にはジェハンという弟がいる。ジェハンはエスメラルダを欲し、カジモドに誘拐させようとする。しかし、たまたま通りかかった禁衛警護の武士フォッビュがエスメラルダを救い、カジモドは逮捕される。
フォッビュとエスメラルダは恋に落ちる。しかし、エスメラルダの養父で、悪党の巣窟「奇跡御殿」の主クロパンは二人の恋を許さない。
カジモドは公衆の面前で鞭打ちの刑に処せられる。喉が乾いて苦しんでいるカジモドを哀れに思い、エスメラルダは水を与える。カジモドはエスメラルダの優しい心に感謝する。
エスメラルダを得るためにはフォッビュが邪魔と考えたジェハンは、二人が逢引している最中に、背後からフォッビュを刺す。駆け付けた人々はエスメラルダがやったと誤解。エスメラルダは無実を主張するが、拷問に耐えられず、やってもいない罪を認めてしまう。
エスメラルダの絞首刑が大聖堂の前で行われようとしている。しかし、以前に助けられた恩返しからカジモドはエスメラルダを救出、聖域である大聖堂の中にかくまう。
エスメラルダを奪い返そうとクロパンに率いられた群衆が大聖堂に押しかける。ひとり防戦するカジモド。群衆の頭上に溶けた鉛の雨を降らせる。鎮圧のため警護隊も到着する。
この混乱に乗じてジェハンはエスメラルダを連れ去ろうとする。そうはさせじとカジモドはジェハンと争う。ジェハンに刺されながらも、カジモドは城壁からジェハンを投げ落とす。
エスメラルダは怪我から復帰したフォッビュと再会する。二人を祝福するように大聖堂の鐘が鳴り響く。瀕死のカジモドが最後の力を振り絞って鳴らしているのだった。

## キャスト
- カジモド : ロン・チェイニー[5]

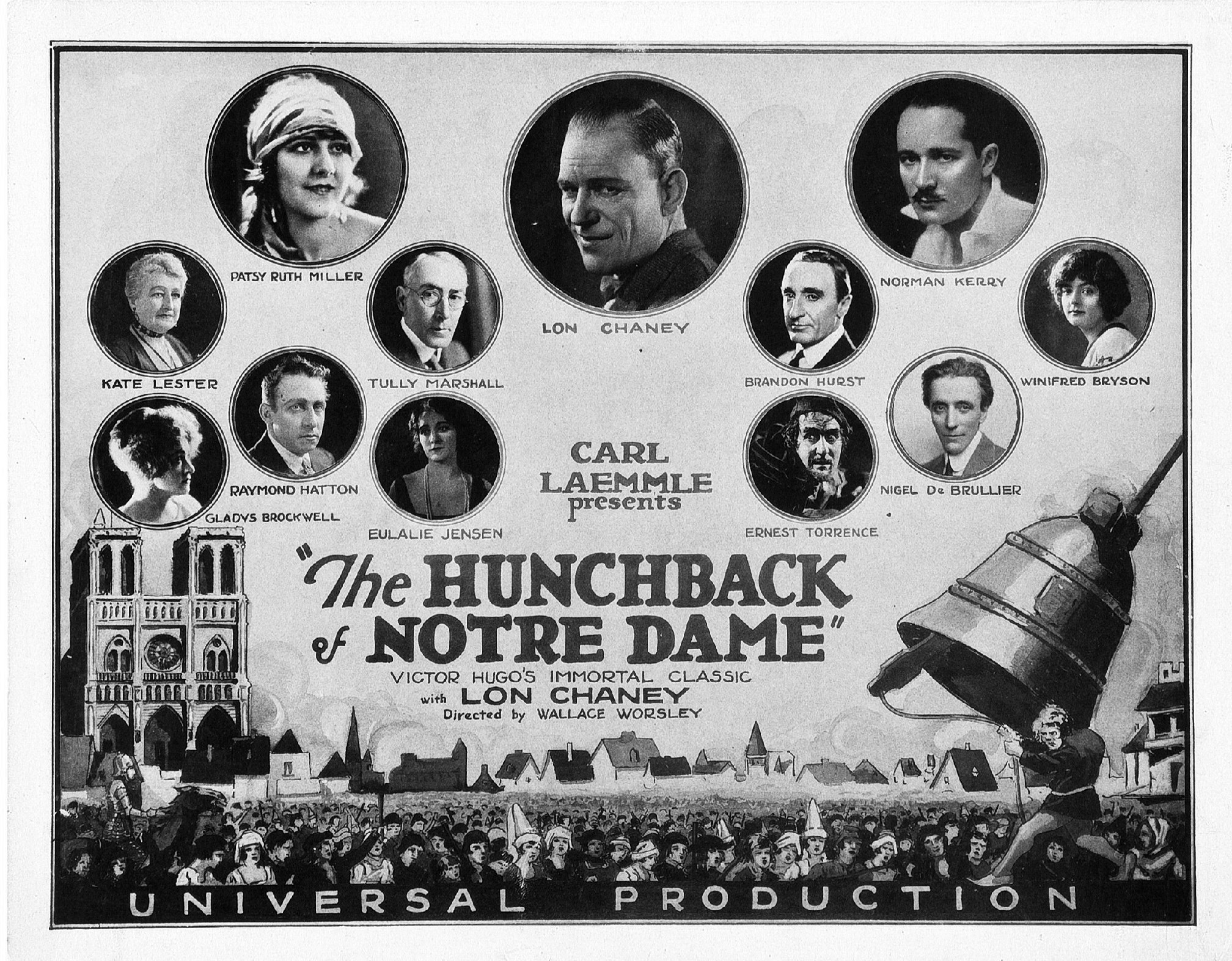
ロビーカード

- エスメラルダ : パッツィ・ルース・ミラー[5]
- フォッビュ : ノーマン・ケリー（英語版）[5]
- ゴンドローリエ夫人 : ケイト・レスター（英語版）[5]
- フルール=ド=リ : ウィニフレッド・ブライソン（英語版）[5][注釈 1]
- クロード : ナイジェル・ド・ブルリエ（英語版）[6][5]
- ジェハン : ブランドン・ハースト[5]
- クロパン : アーネスト・トレンス[5]
- ルイ11世 : タリー・マーシャル[5]
- ムッシュー・ヌーシャテル : ハリー・フォン・メーター（英語版）[5]
- グランゴワール : レイモンド・ハットン（英語版）[5]
- マリー : ユーラリー・ジェンセン（英語版）[5]
- シスター・グジュール : グラディス・ブロックウェル[5]

## 制作

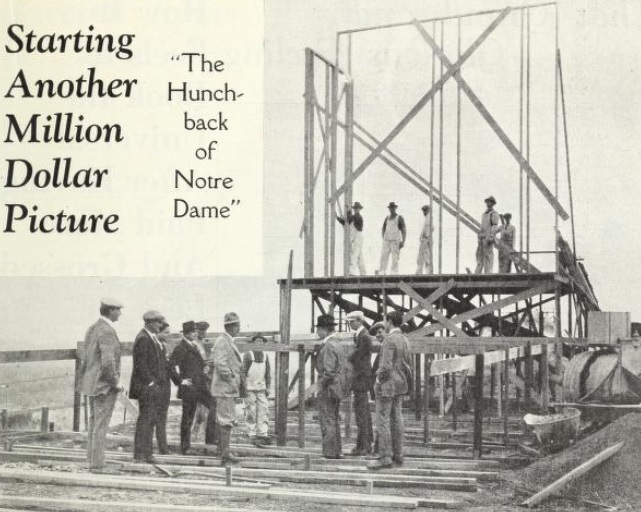
セットを視察するウォースリー監督(1922年12月)

以前からロン・チェイニーはカジモド役を熱望していて、それは周知の事実だったと『The Film Daily』は伝えている。先にチェイニーが映画化権を取得し、ユニバーサルに持ち込んだことも知られている。ユニバーサルだけでなく、ドイツやChelse Corporationとも交渉した。実際に、1922年4月、Chelse Corporationはロン・チェイニー主演、アラン・クロスランド監督で製作すると発表している。しかしこの企画は立ち消えになってしまった。
過去にチェイニー、トッド・ブラウニングと仕事をしていたユニバーサル社のアーヴィング・タルバーグは芸術性の高い映画を製作したいと望んでいた。それでこの作品を「ラブ・ストーリー」として社長のカール・レムリに提案。レムリはチェイニーのこのところの興行成績が好調だったことから企画を承認した。
1922年8月、ユニバーサル社は『Universal Weekly』誌を通じて、『ノートルダムの傴僂男』の製作を発表。さらにシナリオの進捗状況、セットの建設についても続報として報じている。9月にはチェイニーが『天罰（The Penalty）』（1920年）に続いて障害者を演じることを明らかにした。映画化権を持っているチェイニーはこれまで以上に発言権を持った。クレジットはされていないが、事実上プロデューサーだった。タルバーグの役割は予算を削られないようレムニと対応することだった。
11月下旬にはウォーレス・ウォースリーを監督に起用することでパラマウント映画と交渉中、と発表された。ウォースリーは前述『天罰』など4作品でチェイニーとコンビと組んでいた。
15世紀のノートルダム大聖堂と周辺の町並は正確に再現する意向と報じられた。大聖堂の「王のギャラリー」は完成まで6ヶ月かかる見込みだった。1922年末には脚本が完成。
翌1923年1月初旬、「奇跡御殿」のシーンから撮影がスタートした。パリの闇社会の再現には数百人のエキストラを追加しなければならなかった（『Motion Picture News』誌は最終的に300人から500人いたと報じている）。大聖堂とその周辺のセットはまだ建設中だった。2月初旬にはゴンドローリエ夫人のシーンを撮影。エキストラのために大量の衣装が必要で、ユニバーサル社の衣装部は揃えるのに6週間もかかった。
1923年3月、『The Film Daily』はウォースリーがメガホンの代わりに無線とスピーカーでエキストラに指示してることを報じている.。
さらに『The Film Daily』は6月8日、クランクアップと、アスター劇場で9月2日に公開することを告げている。
1923年初めの段階で製作費は75万ドルから100万ドルの間だったとされている。

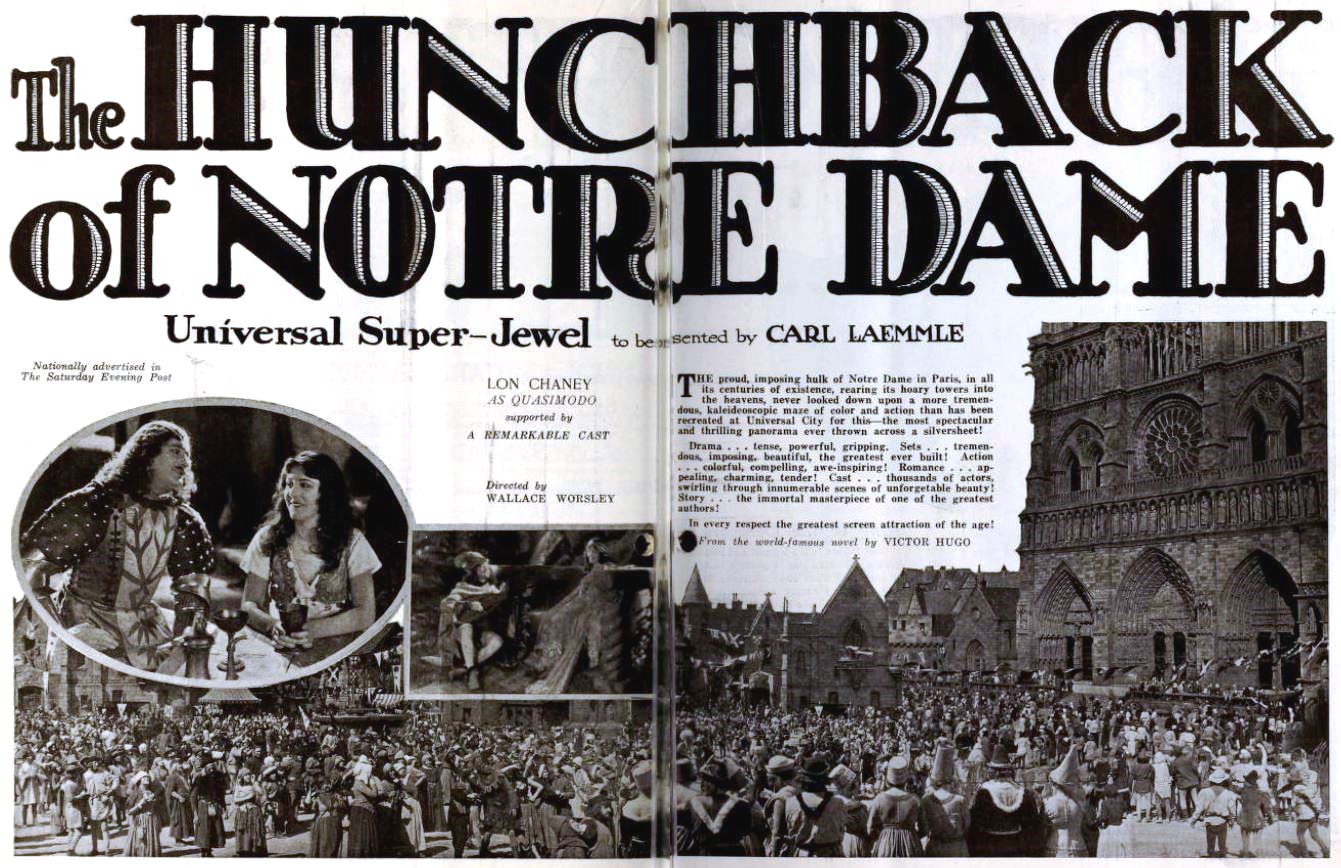

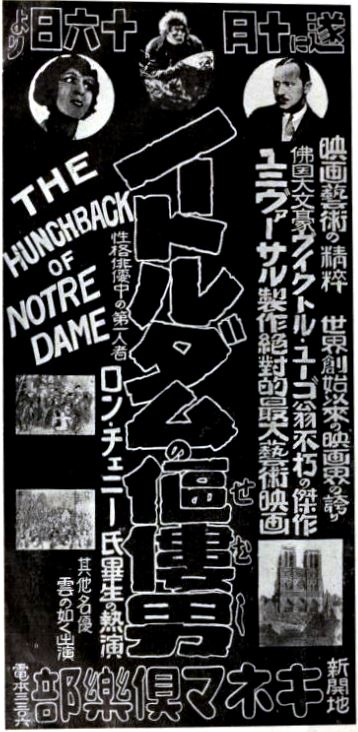